# Thủy điện Sông Kôn 2
Thủy điện Sông Kôn 2 là thủy điện xây dựng trên dòng sông Kôn tại huyện Đông Giang tỉnh Quảng Nam, Việt Nam .
Thủy điện Sông Kôn 2 có công suất lắp máy 60 MW, sản lượng điện hàng năm 209 triệu KWh, khởi công năm 2005, hoàn thành năm 2009.

## Phân bố
Thủy điện Sông Kôn 2 thuộc dạng có hai hồ chứa nước, hay hai bậc đập, hoạt động liên hoàn.
Hồ trữ nước đặt trên dòng sông Kôn có đập ngăn dòng tại thôn Bút Tưa ở phần bắc xã Sông Kôn 15°59′07″B 107°47′25″Đ / 15,985397°B 107,790269°Đ
Cách đập hồ trữ nước cỡ 15 km phía hạ lưu sông, là đập ngăn dòng sông Kôn, tạo ra hồ nước thứ hai, hay hồ chính, tại thôn Kiên ở phần nam xã Jơ Ngây, nơi bắt đầu đường hầm dẫn nước hoạt động.
Đường hầm dẫn nước cỡ 6 km từ đó đến nhà máy đặt bên bờ phải sông, tại thôn A Chôm xã Ka Dăng 15°53′38″B 107°49′08″Đ / 15,893957°B 107,818807°Đ.
Giải pháp hai bậc hồ được xem là thích hợp để tránh làm ngập lụt cho vùng thung lũng trù phú dọc quốc lộ 14G (trước đây gọi là tỉnh lộ 604) ở các xã Sông Kôn, Jơ Ngây, A Ting thuộc huyện Đông Giang.

## Những sự cố
Việc dâng mực nước ở hồ có đường hầm dẫn nước sẽ nâng công suất phát điện. Sự hấp dẫn này đưa đến việc đơn vị quản là Công ty CP Thủy điện Geruco Sông Kôn liên tục tìm cách nâng mực nước bằng các xảo thuật ở đập tràn. Khi đập tràn cao thêm 1 m bằng cách lắp đặt lên thân đập hệ thống van lật bằng sắt tấm, thì lượng nước trong lòng hồ tăng gần 1 triệu mét khối. Nó đem lại cho nhà máy khoảng 10 tỉ đồng/năm, nhưng lại khiến cho hơn 108.000 m² đất sản xuất của người dân các xã trong lưu vực bị ngập nặng. Đồng thời còn tiềm ẩn nguy cơ tác động xấu đến môi trường, ảnh hưởng an toàn đập, quy trình vận hành hồ chứa. Nó buộc chính quyền phải can thiệp .
Tái định cư và bồi thường trong thủy điện vốn có truyền thống chậm trễ, để lại hệ lụy lâu dài cho người dân địa phương .